# Henry Goldsmith
Henry Mills Goldsmith (22. juli 1885 – 9. maj 1915) var en britisk roer som deltog i de olympiske lege 1908 i London.
Goldsmith vandt en bronzemedalje i roning under under Sommer-OL 1908 i London. 
Han var styrmand på den britiske otter som kom på en tredjeplads efter en britisk og en belgisk otter. De tabte i semifinalen til den belgiske båd som senere tabte i finalen mod en anden britisk otter. Begge de tabende semifinalister fik bronzemedaljer.